# Lucas Reijnders

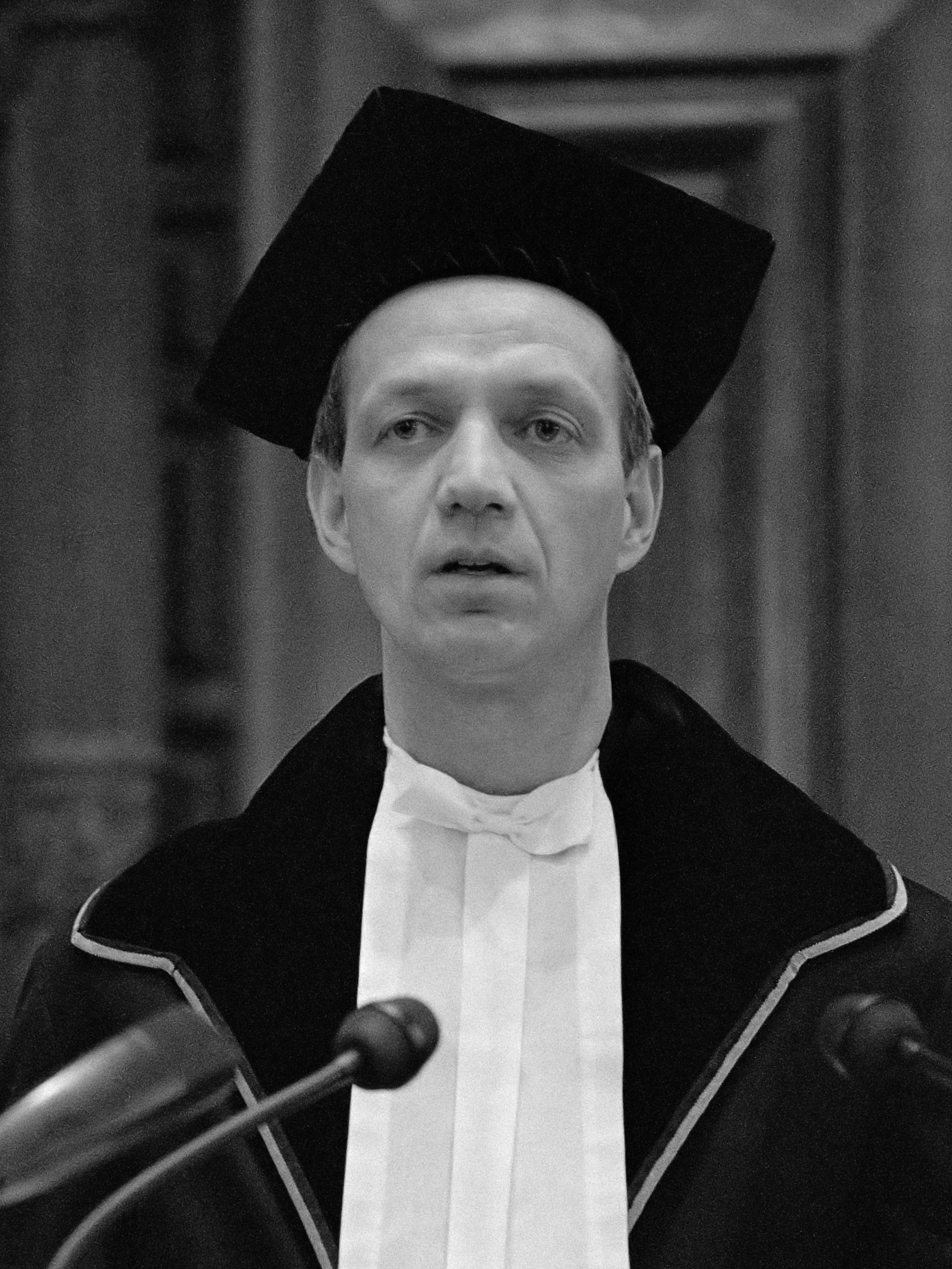
Lucas Reijnders (1989)

Lucas Reijnders (Amsterdam, 4 februari 1946) is een Nederlandse biochemicus en emeritus hoogleraar milieukunde.

## Loopbaan
Hij studeerde biochemie aan de Universiteit van Amsterdam. Tijdens zijn studie was hij actief in de studentenbeweging, waar hij zich onder meer met studiefinanciering bezighield. Volgens een anekdote uit die tijd zou zelfs de Dienst Studiefinanciering hem een keer hebben geraadpleegd over een gecompliceerde kwestie.
In 1973 promoveerde hij bij de moleculair-bioloog Piet Borst op een proefschrift over de vorming van ribosomen in de mitochondriën van gistcellen. 
Tijdens zijn studie schreef hij als wetenschapsjournalist voor Vrij Nederland. 
Hij werd ook steeds vaker door de toen opkomende milieubeweging benaderd met vragen en voerde ('s nachts) op verzoek milieuchemische laboratoriumproefjes uit. Zo kon hij bijvoorbeeld vaststellen hoe vervuild bepaalde slootjes waren. Zo ontwikkelde hij zich steeds meer als milieu-expert.
Door de Rijksuniversiteit Groningen werd hij gevraagd om aan deze universiteit een nieuwe studierichting milieukunde en een bijbehorend centrum voor milieuvraagstukken op te zetten. Vervolgens, in 1980, werd Lucas Reijnders beleidsmedewerker bij de Stichting Natuur en Milieu. In 1988 werd hij hoogleraar milieukunde aan de Universiteit van Amsterdam en vanaf 1999 tevens hoogleraar natuurwetenschappelijke milieuwetenschappen aan de Open Universiteit in Heerlen.
Begin 2011 ging Reijnders met pensioen.

## Maatschappelijke bijdrage
Reijnders schreef talloze artikelen, hield vele lezingen, gaf adviezen en was auteur of redacteur van verschillende, veelal kritische boeken. Thema's waarover hij zich uitliet waren onder meer energie, het gat in de ozonlaag, recombinant DNA, medicijnen, risicio's van bestrijdingsmiddelen, en voeding. Zo was hij een van de eersten in Nederland die misstanden in de farmaceutische industrie aan de kaak stelden.
In 2004 eindigde hij bij de door Milieudefensie georganiseerde Verkiezingen voor de Grootste Groene Nederlander op een gedeelde tweede plaats; de eerste plaats ging naar Jac. P. Thijsse.